# 朵罗台
朵罗台（?—?），元朝著名制弓匠人。党项人，元朝称之为唐兀氏。小丑之孙，塔儿忽台之子。
朵罗台世代制弓，跟随万户也速䚟儿、玉哇赤等立战有功，被任命为前卫亲军百户。官至昭信校尉、芍陂屯田千户所达鲁花赤。后因病退职。其子脱欢，其弟闊闊出。

## 延伸阅读
[在维基数据编辑]
 《元史·卷134》，出自宋濂《元史》